# Katalin Szentgyörgyi
Katalin Szentgyörgyi (née le 1er janvier 1979) est une athlète hongroise spécialiste du fond et du cross-country. 

## Carrière

### Palmarès
| Année | Compétition                    | Lieu      | Résultat | Épreuve      | Performance    |
| ----- | ------------------------------ | --------- | -------- | ------------ | -------------- |
| 1997  | Championnats d'Europe junior   | Ljubljana | 1er      | 5 000 m      | 16 min 38 s 73 |
| 1998  | Championnats d'Europe de cross | Ferrare   | 1re      | Cross junior | 11 min 51 s    |
| 1999  | Championnats d'Europe espoirs  | Göteborg  | 1re      | 5 000 m      | 15 min 18 s 80 |
| 2000  | Championnats d'Europe de cross | Malmö     | 1re      | Cross long   | 16 min 34 s    |
| 2001  | Championnats d'Europe espoirs  | Amsterdam | 1re      | 5 000 m      | 15 min 40 s 55 |

### Records
| Épreuve       | Performance    | Lieu      | Date           |
| ------------- | -------------- | --------- | -------------- |
| 3 000 mètres  | 8 min 32 s 70  | Paris     | 6 juillet 2001 |
| 5 000 mètres  | 15 min 02 s 00 | Hengelo   | 2 juin 2002    |
| 10 000 mètres | 32 min 27 s 69 | Barakaldo | 7 avril 2001   |